# Drillia cecchii
Drillia cecchii is een slakkensoort uit de familie van de Drilliidae. De wetenschappelijke naam van de soort is voor het eerst geldig gepubliceerd in 1891 door Jousseaume.